# Mold (Gales)

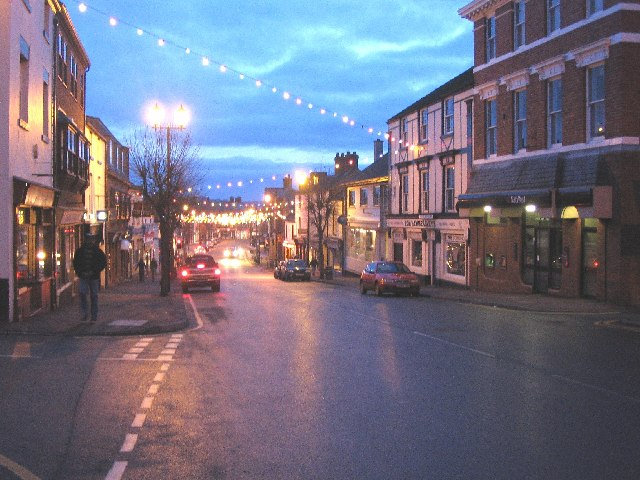
Calle principal de Mold con luces de Navidad.

Mold (galés: Yr Wyddgrug) es una villa galesa en el centro del condado de Flintshire en el noreste del país. Está al lado del río Alyn. Con una población de 9568 (según el censo de 2001), Mold es la quinta localidad más grande de Flintshire detrás de Connah's Quay, Buckley, Hawarden y Flint. Es la capital de Flintshire y era la capital del condado preservado de Clwyd desde 1974 hasta 1996.
El nombre de la villa vino del francés viejo Mont Hault, que se traduce como «Monte Alto». El monte es Bailey Hill, cerca del centro de Mold, adonde los normandos construyeron un castillo en 1140. El nombre galés, Yr Wyddgrug, es una traducción.